# Протокол за аутентикацију шифре
Протокол за аутентикацију шифре (енгл. Password Authentication Protocol, PAP) је аутентикациони протокол који користи шифру као средство аутентикације.
PAP се користи од стране  протокола у циљу проверавања корисника пре него што им омогући приступ серверским ресурсима. Скоро сви мрежни оперативни системи за удаљене сервере подржавају PAP.
PAP преноси неенкриптоване  лозинке преко мреже и стога се сматра небезбедним. Користи се као последње опција у случајевима када удаљени сервер не подржава јачи протокол аутентификације, као што су  или  (који је у ствари framework).

## Радни круг
- Клијент шаље корисничко име и шифру у authentication-request поруци;
- Сервер шаље authentication-ack поруку ако су подаци прихватљиви, односно authentication-nak поруку у супротном.

##PAP пакети
| Опис | дужине 1 бајт | 1 бајт      | 2 бајт | 1 бајт                   | променљиве дужине | 1 бајт       | променљиве дужине |
| ---- | ------------- | ----------- | ------ | ------------------------ | ----------------- | ------------ | ----------------- |
|      | Кôд = 1       | Идент. број | Дужина | Дужина корисничког имена | Корисничко име    | Дужина шифре | Шифра             |
|      | Кôд = 2       | Идент. број | Дужина | Дужина поруке            | Порука            |              |                   |
|      | Кôд = 3       | Идент. број | Дужина | Дужина поруке            | Порука            |              |                   |

PAP пакет угнежден у PPP оквир. Поље протокол има вредност C023h.
|  | Адреса |  | Протокол () | Подаци (табела изнад) |  |  |
|  | ------ |  | ----------- | --------------------- |  |  |